# Castanopsis rockii
Castanopsis rockii ist eine in Südostasien vorkommende Baumart aus der Familie der Buchengewächse (Fagaceae). Die Nüsse sind essbar.

## Merkmale
Castanopsis rockii ist ein immergrüner, bis zu 25 Meter hoher Baum. Der Stammdurchmesser erreicht über 30 Zentimeter.
Die kurz gestielten, ledrigen und ganzrandigen Laubblätter sind elliptisch bis verkehrt-eiförmig oder länglich sowie spitzig bis geschwänzt. Sie sind bis 28 Zentimeter lang und unterseits behaart.
Die Fruchtbecher (Cupulae) sind mit einfachen Stacheln besetzt. Die Stacheln sind gerade, dichtstehend und verdecken die Oberfläche des Fruchtbechers komplett. Die Fruchtbecher sind inklusive Stacheln mindestens 4 Zentimeter im Durchmesser, meist 4,5 bis 6,5 Zentimeter. Sie stehen zu zweit oder dritt an einer holzigen Rhachis.
Pro Fruchtbecher werden zwei bis vier, kleine, eiförmige Nüsse, selten nur eine, gebildet. Ihre Narbe nimmt nur die Basis der Nuss ein und ist lediglich teilweise mit der Fruchtbecherhaut verwachsen.
Blütezeit ist November bis Dezember. Die Fruchtreife erfolgt von Februar bis März.

## Verbreitung und Standorte
Die Art kommt in Thailand, China und Vietnam vor. Sie wächst in tieferen Bergwäldern, in laubwerfenden Mischwäldern und in Eichen-Kiefern-Wäldern. Sie kommt in Höhenlagen von 650 bis 2000 m vor, meist 1600 bis 2000 m.

## Belege
- Chamlong Phengklai: A synoptic account of the Fagaceae of Thailand. In: Thai Forest Bulletin. 2006, Band 34, S. 53–175.
- Castanopsis rockii in der Flora of Thailand.